# Mečenčani
Mečenčani es una localidad de Croacia en el municipio de Donji Kukuruzari, condado de Sisak-Moslavina.

## Geografía
Se encuentra a una altitud de 183 m s. n. m. a 82,4 km de la capital nacional, Zagreb.

## Demografía
En el censo 2011, el total de población de la localidad fue de 147 habitantes.